# Étienne-Denis Pasquier
Étienne-Denis Pasquier, detto cancelliere Pasquier (Parigi, 21 aprile 1767 – Parigi, 5 luglio 1862), è stato un politico francese.
Prefetto di polizia durante l'Impero, fu più volte ministro (giustizia, affari esteri) sotto la Restaurazione, cancelliere di Francia e presidente della Camera dei Pari durante la Monarchia di Luglio.

## Biografia
Rampollo di un'antica famiglia di nobiltà di toga nobilitata nel 1671, Étienne-Denis Pasquier era figlio di Étienne Pasquier, consigliere al Parlamento di Parigi condannato a morte dal tribunale rivoluzionario e giustiziato il 1° floreale anno II (20 aprile 1794), e di Anne Thérèse Nicole Gauthier des Préaux. Lui stesso, dopo gli studi al collège de Juilly, era stato nominato, con dispensa per la giovane età, consigliere al Parlamento di Parigi (1787). Durante il Regime del Terrore sposò Anne de Serre Saint-Roman (1762-1844), vedova del conte Claude du Pin de Rochefort, fu arrestato ed imprigionato per due mesi nella prigione di Saint-Lazare; tornò in libertà solo dopo la caduta di Robespierre.

### L'Impero
Dopo qualche anno di lontananza dagli affari pubblici, grazie alla protezione di Cambacérès fu nominato maître des requêtes al Consiglio di Stato (11 giugno 1806), barone dell'Impero (29 novembre 1808), consigliere di Stato (8 febbraio 1810).
Il 14 ottobre 1810, poco dopo la promozione ad ufficiale della Legion d'onore, divenne prefetto di polizia succedendo a Louis Nicolas Dubois. Nel 1812 non riuscì ad impedire il complotto dei generali Malet e Lahorie, ma fu ingannato dai congiurati, arrestato e condotto alla Prison de la Force, da cui uscì grazie all'intervento del generale Hulin. Malgrado l'incidente fu mantenuto nelle sue funzioni e servì Napoleone con zelo, sebbene non sempre con efficacia.

### La Restaurazione
Nel 1814 entrò in contatto con Nesselrode al momento dell'entrata delle truppe alleate a Parigi, per presentare all'Imperatore di Russia la sottomissione della Capitale. Prese misure d'ordine pubblico commisurate alla situazione, risolvendosi ad «usare tutti i mezzi in suo potere per facilitare la restaurazione dei Borbone», e tentò di dirigere il Consiglio di Stato verso tale fine. Lasciò la carica il 13 maggio e fu nominato direttore generale del corpo degli ingegneri di strade e ponti (corps des ingénieurs des ponts et chaussées).
L'Imperatore lo lasciò senza incarichi durante i Cento giorni nonostante prestasse giuramento alla nuova Costituzione. Con la Restaurazione fu nominato ministro della Giustizia e degli Interni ad interim nel governo Fouché-Talleyrand (7 luglio 1815). In tali importanti funzioni seppe dimostrare abilità e coraggio nel resistere alle rivendicazioni di von Blücher e von Müffling. Prese misure per evitare che lo scioglimento dell'Armata della Loira desse luogo a disordini. Condannò, si disse, gli eccessi della reazione realista (il Terrore bianco, l'assassinio di Brune, l'esecuzione di Labédoyère e Ney) e si sforzò di far prevalere le idee moderate. Preparò le ordinanze del 23 agosto 1815, che, rifacendosi a quelle del 1814, riorganizzavano il Consiglio di Stato riavvicinandolo al modello napoleonico piuttosto che a quello dell'antico Consiglio del Re. Lasciò il potere con Talleyrand il 25 settembre 1815.
Elevato alla dignità della gran croce della Legion d'onore (28 settembre 1815), fu nominato 
ministre d'État e membro del Consiglio privato del Re.
Il 22 agosto 1815 fu eletto deputato del collegio della Sarthe e del collegio della Senna. Optò per la Senna e fu rieletto il 4 ottobre 1816 e ancora il 20 settembre 1817. Fu chiamato nel 1816 alla presidenza della Camera dei deputati, che conservò sino a che entrò a far parte del governo Richelieu I in qualità di ministro della Giustizia (9 gennaio 1817). Approvò la legge Lainé sulle elezioni e la legge Gouvion-Saint-Cyr sul reclutamento dell'esercito. Con l'entrata in vigore della nuova legge elettorale e con le elezioni del 1818 si dimise con l'intero governo (18 settembre 1818).
Pasquier rifiutò un portafogli nei due governi successivi (governo Dessolles e governo Decazes) e reclamò la revisione della legge elettorale del 5 febbraio 1817. La questione spaccò il governo: Decazes appoggiava Pasquier, mentre gli altri ministri (Dessolles, Gouvion-Saint-Cyr e Louis) diedero le dimissioni. Pasquier ebbe allora il ministero degli affari esteri (9 novembre 1819) nel successivo rimpasto di governo. Rimase ministro dopo l'assassinio del duca di Berry nel governo Richelieu II, segnalandosi per l'abilità con cui difese le misure che sospendevano le libertà individuali e la libertà di stampa, e che riducevano il potere di suffragio.
Quando le elezioni parziali del 1821 ebbero consolidato la maggioranza ultrarealista, la Camera dei deputati votò - nel corso della discussione dell'Indirizzo alla Corona - una frase relativa alla politica estera i cui sottintesi oltraggiarono Luigi XVIII, il che aprì la strada alle dimissioni del duca di Richelieu (13 dicembre 1821), imitato da Pasquier.
Il 24 settembre precedente Pasquier era stato nominato Pari di Francia: alla Camera dei Pari si avvicinò all'opposizione costituzionale, votò contro il diritto di maggiorasco, contro la legge sul sacrilegio, contro la legge di conversione delle rendite. Diede prova di rara presenza di spirito e grande sangue freddo sostenendo tutti gli attacchi parlamentari.
Nel 1828 rifiutò di entrare nel governo Martignac.

### La Monarchia di Luglio
Pasquier si avvicinò, dopo i Trois Glorieuses, alla Monarchia di Luglio. Pare abbia dichiarato: «Il giuramento politico è una contromarca per rientrare allo spettacolo». Nominato presidente della Camera dei Pari il 3 agosto 1830, occupò tale funzione sino alla rivoluzione del 1848.
In tale veste ebbe a dirigere il processo ai ministri di Carlo X, quello agli insorti di aprile, quello a Giuseppe Fieschi, ad Armand Barbès, al principe Luigi-Napoleone Bonaparte dopo lo sbarco a Boulogne-sur-Mer, ai ministri Teste e Cubières. Sostenne la politica personale di Luigi Filippo e, con la formazione della "coalizione" del 1839, abbracciò la parte del governo e del conte Molé.
Nel 1837 il re rimise in auge per lui il titolo di cancelliere di Francia. Fu creato duca il 16 dicembre 1844 con lettere patenti del 3 febbraio 1845 e autorizzazione di trasmissione al titolo in favore del pronipote, che aveva adottato, Gaston d'Audiffret (1823-1905), figlio della nipote Gabrielle Pasquier e del conte Florimond-Louis d'Audiffret.
Amico di Chateaubriand, era stato candidato all'Académie française nel 1820 come «amico delle lettere» ma vi fu ammesso solo nel 1842 succedendo a Frayssinous, contro Alfred de Vigny che ottenne 8 voti. Teneva un salotto letterario e diede vita in seno all'Académie, col duca de Broglie e il duca de Noailles, al «partito dei duchi».
La rivoluzione del 1848 pose fine alla sua carriera politica.
Ebbe una lunga relazione con la contessa de Boigne: «Esisteva una credenza assai diffusa alle Tuileries e al Palazzo del Lussemburgo - scrisse Montalivet - cioè che dopo la morte di M.me Pasquier, il Cancelliere avesse sposato in Inghilterra M.me de Boigne [...] Io sono fra quelli che credono al matrimonio segreto. Comunque sia, durante l'ultima parte della sua vita, il duca Pasquier visse con la contessa de Boigne la più dolce e la più costante intimità».

## Opere
- Discours prononcés dans les chambres législatives de 1814 à 1836, 1842 (4 vol.)
- L'interprétation des Institutes de Justinien, avec la conférence de chasque paragraphe aux ordonnances royaux, arrestz de parlement et coustumes générales de la France, ouvrage inédit d'Étienne Pasquier, publié par M. le duc Pasquier, 1847. Riedizione in fac-simile: Slatkine, Ginevra, 1970
- Histoire de mon temps. Mémoires du chancelier Pasquier, publiés par M. le duc d'Audiffret-Pasquier, 1893-1895 (6 vol.)